# Автоматизована система документообігу суду
Автоматизо́вана систе́ма документоо́бігу су́ду — сукупність комп'ютерних програм і відповідних програмно-апаратних комплексів судів та Державної судової адміністрації України, що забезпечує функціонування документообігу суду, обіг інформації між судами різних інстанцій та спеціалізацій, передачу інформації до центральних баз даних залежно від спеціалізації судів, захист від несанкціонованого доступу тощо.
Положення про автоматизовану систему документообігу суду, затверджується і регулюється положенням "Про автоматизовану систему документообігу суду" затверджену рішенням Ради суддів України від «02» квітня 2015 року № 25 щодо провадження документообігу у судах загальної юрисдикції. Також 

## Завдання автоматизованої системи документообігу
Завдання автоматизованої системи документообігу:
- реєстрацію вхідної та вихідної кореспонденції, в тому числі судових справ, етапів їх руху;
- об’єктивний та неупереджений розподіл судових справ між суддями з додержанням принципів випадковості та в хронологічному порядку надходження судових справ, з урахуванням завантаженості кожного судді (збалансованого навантаження);
- визначення присяжних та народних засідателів для судового розгляду з числа осіб, які внесені до відповідних списків;
- надання фізичним та юридичним особам інформації про стан розгляду судових справ у випадках, встановлених законом;
- оприлюднення передбаченої цим Положенням інформації для розміщення на веб-сайтах судів веб-порталу "Судова влада України";
- виготовлення та збереження оригіналів електронних документів суду;
- централізоване зберігання оригіналів електронних документів суду та інших процесуальних документів, в тому числі оригіналів електронних судових рішень, виготовлених судом;
- підготовку та автоматичне формування статистичних даних, узагальнюючих, аналітичних показників, отриманих на підставі внесеної до автоматизованої системи інформації;
- видачу копій судових рішень, виконавчих документів на підставі наявних у автоматизованій системі даних;
- автоматичне надсилання засобами електронного зв’язку оригіналів електронних документів суду (в тому числі текстів судових повісток у вигляді SMS-повідомлень) учасникам судового процесу (провадження) за їх заявками.